# تشنجيانغ
تشنجيانغ (بالصينية: 镇江市 )‏ هي مدينة على مستوى محافظة، في جمهورية الصين الشعبية، تتبع جيانغسو، تبلغ مساحتها 3,848 كيلومتر مربع، رمزها البريدي هو 212000.

## مدن توأم
المدن التوأم:
- Kiskőrös [الإنجليزية]‏
- كوتشينغ
- مانهايم
- كوراشيكي، أوكاياما
- لوندرينا
- إكسان
- تمب
- إزميد
- لاك مغانتيك
- تسو، ميه.

## التقسيمات الإدارية
- Jingkou, Zhenjiang [الإنجليزية]‏
- Runzhou, Zhenjiang [الإنجليزية]‏
- Dantu, Zhenjiang [الإنجليزية]‏
- دانيانغ، جيانغسو
- يانغتشونغ  [لغات أخرى]‏
- جورونغ  [لغات أخرى]‏.

## أعلام
- وي وي
- شين كيو